# Олоф Стагре
Олоф Стагре (швед. Olof Stahre, 19 квітня 1909 — 7 березня 1988) — шведський вершник.
Олімпійський чемпіон 1952 року в командному триборстві, срібний призер 1948 року в командному триборстві.